# Stand Up To Cancer

Logo von SU2C

Stand Up to Cancer (SU2C) ist ein Wohltätigkeitsprojekt der US-amerikanischen Entertainment Industry Foundation, einer Wohltätigkeitsorganisation der Unterhaltungsindustrie.

## Wohltätigkeitsprojekt
Ziel von Stand Up to Cancer ist es, über Internet und Fernsehen Spendengelder für die Forschung in der translationalen Medizin zur Bekämpfung von Krebs (engl. cancer) zu sammeln. Das Projekt wurde am 28. Mai 2008 mit einer Pressemitteilung und der Freischaltung eines Internetauftritts gestartet. Zentrale Veranstaltung der Kampagne war ein einstündiger Telethon, der gemeinsam von drei großen US-Fernsehstationen am 5. September 2008 ausgestrahlt wurde und auch von kanadischen Sendern übernommen wurde. Dort warben Prominente um Unterstützung, die teilweise selbst von Krebs betroffen waren oder sind wie Christina Applegate und Patrick Swayze.

### Artists Stand Up to Cancer
In der Fernsehshow wurde unter anderem auch der Kampagnensong Just Stand Up! vorgestellt, der von einigen der bekanntesten US-amerikanischen und britischen Sängerinnen vorgetragen wurde. Beteiligt waren Mariah Carey, Beyoncé Knowles, Carrie Underwood, Rihanna, Miley Cyrus, Sheryl Crow, Fergie, Leona Lewis, Keyshia Cole, LeAnn Rimes, Natasha Bedingfield, Melissa Etheridge, Mary J. Blige, Ciara, Ashanti und Nicole Scherzinger. Im Anschluss an die Ausstrahlung stieg die Single nicht nur den USA, sondern beispielsweise auch in Japan, Großbritannien und Schweden in die Charts ein, obwohl das Projekt selbst auf die Vereinigten Staaten beschränkt ist. Auf der Studioaufnahme sind alle Interpretinnen bis auf Nicole Scherzinger vertreten.